# Rivière-sur-Tarn
Rivière-sur-Tarn är en kommun i departementet Aveyron i regionen Occitanien i södra Frankrike. Kommunen ligger  i kantonen Peyreleau som ligger i arrondissementet Millau. År 2022 hade Rivière-sur-Tarn 1 045 invånare.

## Befolkningsutveckling
Antalet invånare i kommunen Rivière-sur-Tarn
Referens: INSEE